# زبان فارسی در ازبکستان
زبان فارسی در ازبکستان دیرینگی بسیار دارد. پس از اسلام خاور سرزمین بزرگی که تحت فرمانروایی ساسانیان بود، گهوارهٔ نخستین جنبش‌های ملی‌گرای ایران شد و همین موضوع به نحوی سمرقند را به زادگاه زبان و شعر فارسی ناموَر کرد. چنان‌که پدر شعر فارسی در همین سرزمین دیده به جهان گشود و بعدها حتی در دورهٔ چیرگی حکومت‌ها و امارت‌های ترک، باز هم فارسی زبان رسمی بوده و سخن گفتن، شعر سرودن و انجام کارهای اداری به زبان فارسی رواج کامل داشته‌است.

## دورهٔ شوروی و پس از آن
قسمت عمده‌ای از پارسی‌زبانان ازبکستان در دو شهر سمرقند و بخارا و ولایت سرخان‌دریا سکونت دارند، در دوران شوروی سابق و به ویژه پس از فروپاشی شوروی، سیاست‌های ازبکستان تلاش در بیگانه‌سازی اهالی این شهرها از فرهنگ و زبان‌شان بوده‌است. در زمان حکومت شوروی و زمامداری شرف رشیدف عضو دفتر سیاسی حزب کمونیست و دبیر اول حزب کمونیست در ازبکستان هرگاه کسی در شهرهای سمرقند و بخارا در مراکز و اماکن و اداره‌های دولتی به زبان پارسی حرف می‌زد باید مبلغ پنج روبل شوروی را به خزانهٔ دولت به عنوان جریمه پرداخت می‌کرد. در دورهٔ رشیداف با تمام زبان‌ها می‌شد حرف زد به جز پارسی، برای همین پارسی‌زبانان سمرقند و بخارا زبان روسی را بر زبان ازبکی ترجیح می‌دادند.
بسیاری اهالی سمرقند و بخارا تاجیک‌اند ولی در اداره‌های دولتی بر حسب سیاست به نام ازبک ثبت گردیده‌اند، بچه‌ها باید مدرسه را به زبان ازبکی بخوانند در صورتی‌که زبان ازبکی برایشان بیگانه‌تر از زبان روسی است. مؤسسات آموزشی از جمله دانشگاه سمرقند که قدیمی‌ترین دانشگاه آسیای مرکزی است و به فرمان لنین نخستین رهبر حکومت شوروی پایه‌گذاری شد، به زبان پارسی بود که پس از فروپاشی شوروی و به قدرت رسیدن اسلام کریموف رئیس‌جمهوری پیشین ازبکستان، آموزش در این دانشگاه به زبان ازبکی شد.

## جمعیت تاجیک‌های ازبکستان
بر اساس آمار رسمی ازبکستان تاجیک‌ها ۵٪ جمعیت کل این کشور را شامل می‌شوند. اما آمارهای غیررسمی تعداد تاجیک‌های این کشور را بین ۱۰ تا ۱۲ میلیون تخمین می‌زنند. ولایت‌های سمرقند، بخارا، سرخان‌دریا، قشقه‌دریا، نمنگان، فرغانه و سیردریا از مناطق تاجیک‌نشین این کشور هستند. برخلاف آمار رسمی پارسی‌زبانان ازبکستان (تاجیک‌ها) ۳۰ تا ۴۰ درصد برآورد شده‌اند. نمایه‌های رسمی سرشماری کشور ازبکستان شمار تاجیکان این کشور را پیرامون ۵ درصد کل جمعیت اعلام کرده‌اند و این نمایه‌ها به همین شکل بدون چون و چرا از سوی بیشتر غربی‌های دانشگاهی، روزنامه‌نگار و نویسندگان راهنماهای مسافرتی تکرار شده‌اند. در همین حال تاجیک‌ها در سراسر ازبکستان بر این پافشاری دارند که این نمایه بیشتر به ۲۵ تا ۳۰ درصد نزدیک است و بر اینکه تاجیک‌ها ۷۰ درصد باشندگان (جمعیت) سمرقند، پایتخت پیشین و دومین شهر بزرگ ازبکستان و بیش از ۹۰ درصد مردم بخارا را تشکیل می‌دهند تأکید می‌کنند. بیشتر مردم منطقهٔ کوهستانی شمال‌شرقی تاشکند، آنسوی سد چورووک تاجیک‌اند؛ همچنین مردم بخش‌هایی از درهٔ فرغانه، ولایت جیزَّخ، سرخان‌دریا و قشقه‌دریا. استادان دانشگاه دولتی سمرقند کل جمعیت تاجیک ازبکستان را ۶ تا ۷ میلیون نفر برآورد می‌کنند. این شمار هم‌اندازهٔ جمعیت تاجیکان در جمهوری تاجیکستان است.

## تأثیر زبان پارسی بر زبان ازبکی
زبان اُزبکی (به ازبکی: O'zbek tili / Ўзбек тили / اوزبیک تیلی) یکی از زبان‌های ترکی‌تبار است. ازبکی زبان رسمی کشور ازبکستان است و حدود ۲۷ میلیون نفر گویشور دارد. زبان‌های پارسی، عربی و روسی تأثیرات خارجی محسوسی بر زبان ازبکی داشته‌اند. واژگان، جمله‌سازی و تلفظ زبان ازبکی از راه ریشه‌های تاریخی به شدت تحت تأثیر زبان پارسی قرار گرفته‌است.

## نقش پان‌ترکیسم
پان ترکیسم از اواخر قرن نوزدهم یکی از عناصر اصلی در جعل جمهوری بخارا بود. در تمام نقاطی که ساکنانش پارسی‌زبان (تاجیک) بودند، مدارس به زبان ترکی جغتایی ایجاد شد و دانش‌آموزان تاجیک به اجبار به این مدارس می‌رفتند.

## سمرقند و بخارا کریمهٔ بالقوه
با نگرش به زبان مستقل مردمان سمرقند و بخارا از زبان رسمی کشور ازبکستان، جدایی‌خواهی و آشوب همچنان امری محتمل در شهرهای یادشده شمرده می‌شود. تا جاییکه دلسوزان پیوستگی سرزمینی ازبکستان دربارهٔ لزوم کم کردن خشم مردم از راه احترام به حقوق اقلیت‌ها، هشدار می‌دهند. کارشناسان انجمن آسیای میانه، یک سازمان غیردولتی که در سوئد نام‌نویسی شده، بر این باورند که پس از اوکراین از میان کشورهای سابق شوروی ازبکستان می‌تواند صحنهٔ درگیری‌های بعدی شود.